# Zalmoxis crassitarsis
Zalmoxis crassitarsis is een hooiwagen uit de familie Zalmoxioidae.